# Trofarello
Trofarello is een gemeente in de Italiaanse provincie Turijn (regio Piëmont) en telt 11.090 inwoners (31-12-2004). De oppervlakte bedraagt 12,3 km², de bevolkingsdichtheid is 902 inwoners per km².
De volgende frazioni maken deel uit van de gemeente: Valle Sauglio.

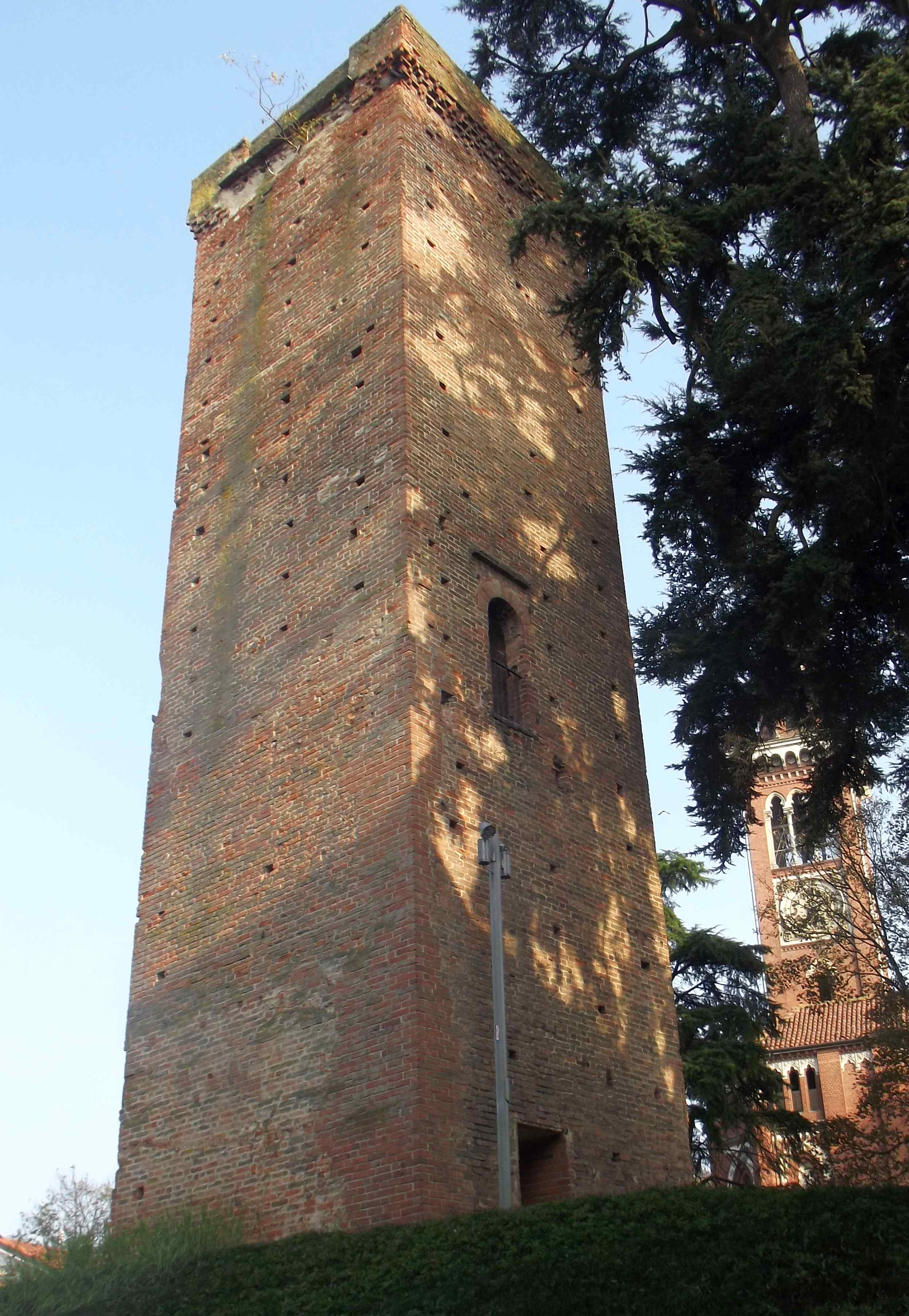
Toren van Trofarello
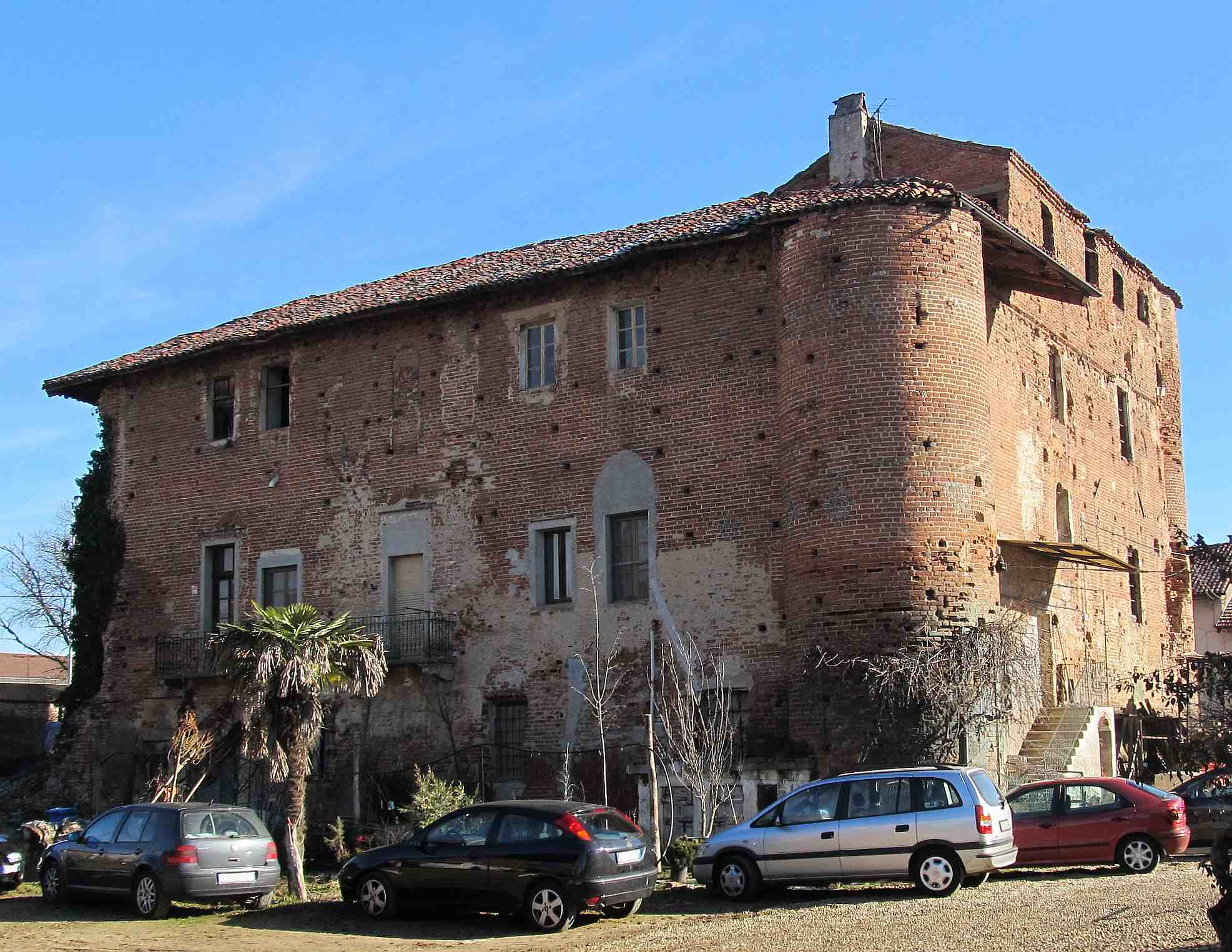
Castello Rivera
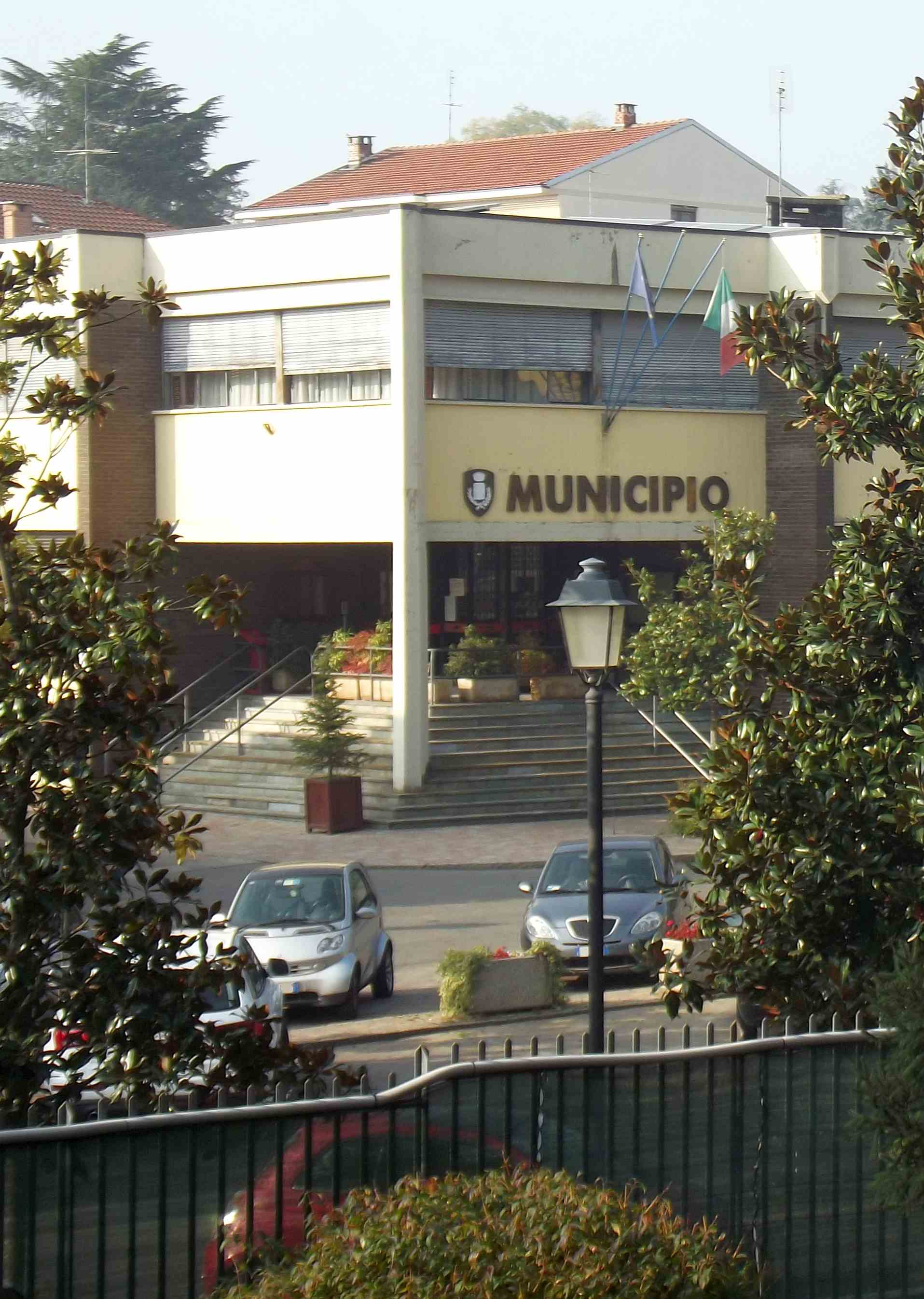
Gemeentehuis

## Demografie
Trofarello telt ongeveer 4435 huishoudens. Het aantal inwoners steeg in de periode 1991-2001 met 16,2% volgens cijfers uit de tienjaarlijkse volkstellingen van ISTAT.
| Jaar | Inwoneraantal |
| ---- | ------------- |
| 1991 | 8905          |
| 2001 | 10.352        |

## Geografie
De gemeente ligt op ongeveer 300 m boven zeeniveau.
Trofarello grenst aan de volgende gemeenten: Pecetto Torinese, Moncalieri, Cambiano, Santena.